# Fridericia paroniana
Fridericia paroniana är en ringmaskart som beskrevs av Arturo Issel 1904. Fridericia paroniana ingår i släktet Fridericia och familjen småringmaskar. Arten är reproducerande i Sverige. Inga underarter finns listade i Catalogue of Life.